# Gérard Soler
Pour les articles homonymes, voir Soler.
Gérard Soler, né le 29 mars 1954 à Oujda (Maroc), est un footballeur international français. Il a évolué en position d'attaquant durant toute sa carrière. Il mesure 1,76 m pour 76 kg.

## Biographie

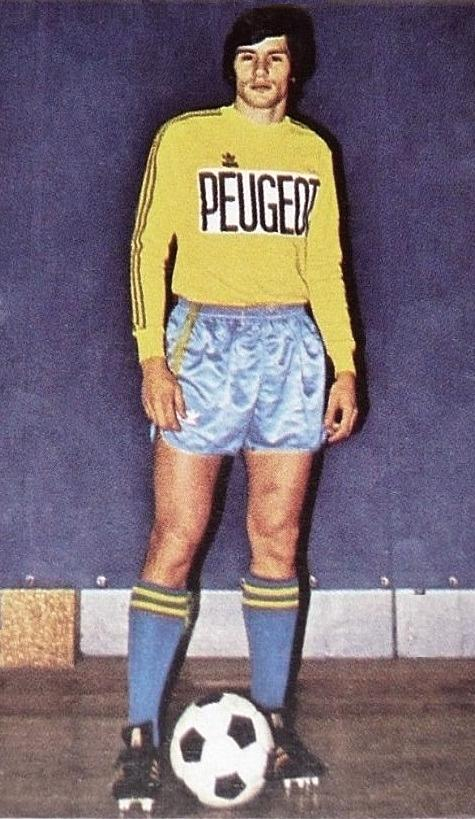
Gérard Soler en 1973 au FC Sochaux.

Il débute à l'AS Poissy, avec Roger Quenolle comme entraîneur. Il commence sa carrière professionnelle à Sochaux pendant six saisons, 3e buteur de tous les temps du club (avec 70 buts). Il obtient sa première sélection le 16 novembre 1974, à l'âge de vingt ans contre la RDA au Parc des Princes (score final 2 à 2).
En 1977, avec l'équipe de France jeune, il remporte le Festival International Espoirs. Il réalise un excellent tournoi en finissant meilleur buteur et meilleur joueur de la compétition. 
Mais c'est aux Girondins de bordeaux qu'il confirme son niveau international. Recruté en 1979 par le président Bez, il y côtoie de grands joueurs comme Alain Giresse, Marius Trésor ou Bernard Lacombe, avec Aimé Jacquet comme entraîneur. Il est régulièrement sélectionné pendant la campagne de qualification des Bleus pour la coupe du monde 1982, et marque notamment deux buts contre la Belgique en avril 1981. Il commence la compétition comme titulaire contre l'Angleterre; il égalise à la 25e minute et redonne l'espoir à des français surpris par le but de l'anglais Bryan Robson, dès la 27e seconde. Mais son but permet simplement à la France de sauver l'honneur, et malgré la défaite 3-1, lui fait gagner son statut de titulaire. Il participe  à l'épopée des Bleus, jouant tous les matchs à l'exception de la demi-finale contre l'Allemagne.
Gérard Soler est alors au sommet de sa carrière. Il quitte pourtant un club en pleine progression pour rejoindre Toulouse, et il perd sa place en équipe de France. Bordeaux sera champion de France en 1984, et Bernard Lacombe titulaire et l'un des bordelais vainqueur de l'Euro 84. Gérard Soler participe avec succès au maintien de Toulouse dans l'élite du football français.
En 2022, le magazine So Foot le classe dans le top 1000 des meilleurs joueurs du championnat de France, à la 91e place.
Il est président de l'Olympique avignonnais de 1988 à 1991 et président délégué de l'A.S. Saint-Étienne de 1997 à 2001. 
En l'an 2000, il est nommé meilleur dirigeant de club de Ligue 1 par France Football en compagnie d'Alain Bompard (président de l'ASSE), avant d'être impliqué dans l'Affaire des faux passeports, qui lui vaut en 2002 une condamnation à deux ans de prison avec sursis, 50 000 euros d'amende, et l'interdiction d'exercer durant un an toute profession de direction ou d'encadrement d'un organisme sportif.
En mai 2009, il devient parrain du projet d'un second club de football en Ile-de-France lors du rapprochement entre le Racing Club de France (football) et le Levallois Sporting Club, qui donne le Racing Club de France - Levallois 92.
En juin 2014, il est directeur sportif de l'AS Poissy, poste qu'il quitte en octobre suivant pour l'AC Arles-Avignon. Il quitte le club en fin de saison, lors du dépôt de bilan.
En 2015-2016, il est directeur sportif du Wydad de Casablanca dont l'entraîneur est John Toshack, qu'il avait côtoyé à l'AS Saint-Étienne en 2000.
En mai 2018, il devient le nouveau président du C' Chartres Football issu de la fusion des deux principaux clubs de la ville à savoir le FC Chartres et Chartres Horizon.

## Carrière

### Joueur
- jusqu'en 1972 : AS Poissy ( France)
- 1972-1978 : FC Sochaux ( France)
- 1978-1979 : AS Monaco ( France)
- 1979-1982 : Girondins de Bordeaux ( France)
- 1982-1984 : Toulouse FC ( France)
- 1984-1985 : RC Strasbourg ( France)
- 1985-dec 1985 : SC Bastia ( France)
- janv-juin 1986 : Lille OSC ( France)
- 1986-1987 : Stade rennais ( France)
- 1987-1988 : US Orléans ( France)

### Entraîneur
- 2000 : AS Saint-Étienne ( France)

## Palmarès
- 16 sélections et 4 buts en équipe de France du 16 novembre 1974 (France-RDA, 2-2) au 31 mai 1983 (Belgique-France, 1-1)[5]
- International Militaire, Juniors, Espoirs, International B et International A'
- Quatrième de la Coupe du monde 1982 avec l'équipe de France
- Vainqueur de la Coupe des Alpes en 1980 avec les Girondins de Bordeaux
- Vainqueur du Festival International Espoirs en 1977
- Meilleur joueur et meilleur buteur (4 buts) du Festival International Espoirs de Toulon en 1977

## Statistiques
- 1er match en D1 : 9 août 1972, OGC Nice-FC Sochaux (4-1 pour Nice)
- 428 matchs et 129 buts en Division 1
- 23 matchs et 9 buts en Division 2
- 3 matchs en Ligue des Champions
- 7 matchs et 1 but en Coupe de l'UEFA